# 舞衣 (電影)
《舞衣》是1974年邵氏兄弟出品的一部香港電影，由楚原執導，何莉莉、井莉、徐枫、凌雲、岳华、宗华主演，改編自依达的同名小说。

## 劇情
讲述女歌星白玫与空姐朱黛、酒家女姚瑶同住，三个女人在爱情道路上发生了三个不同的故事。

## 演員
| 演員   | 角色   |
| 何莉莉 | 白玫   |
| 井莉   | 朱黛   |
| 徐枫   | 姚瑶   |
| 凌雲   | 杜志超 |
| 岳华   | 陆俊   |
| 宗华   |        |

## 歌曲
- 插曲：〈昨夜淚痕〉[1]
  - 作曲：顧嘉煇
  - 填詞：楚原
  - 主唱：葉麗儀

## 外部連結
- 香港影庫上《舞衣》的資料（繁體中文）
- 豆瓣电影上《舞衣》的資料 （简体中文）
- 互联网电影数据库（IMDb）上《舞衣》的资料（英文）